# Talia (nome)
Talia  è un nome proprio di persona italiano femminile.

## Varianti in altre lingue
- Catalano: Talia[3]
- Greco antico: Θάλεια (Thaleia)[4]
- Greco moderno: Θάλεια (Thaleia)[4]
- Inglese: Thalia[5], Talia[5]
- Latino: Thalia[4]
- Spagnolo: Talía[3]

## Origine e diffusione

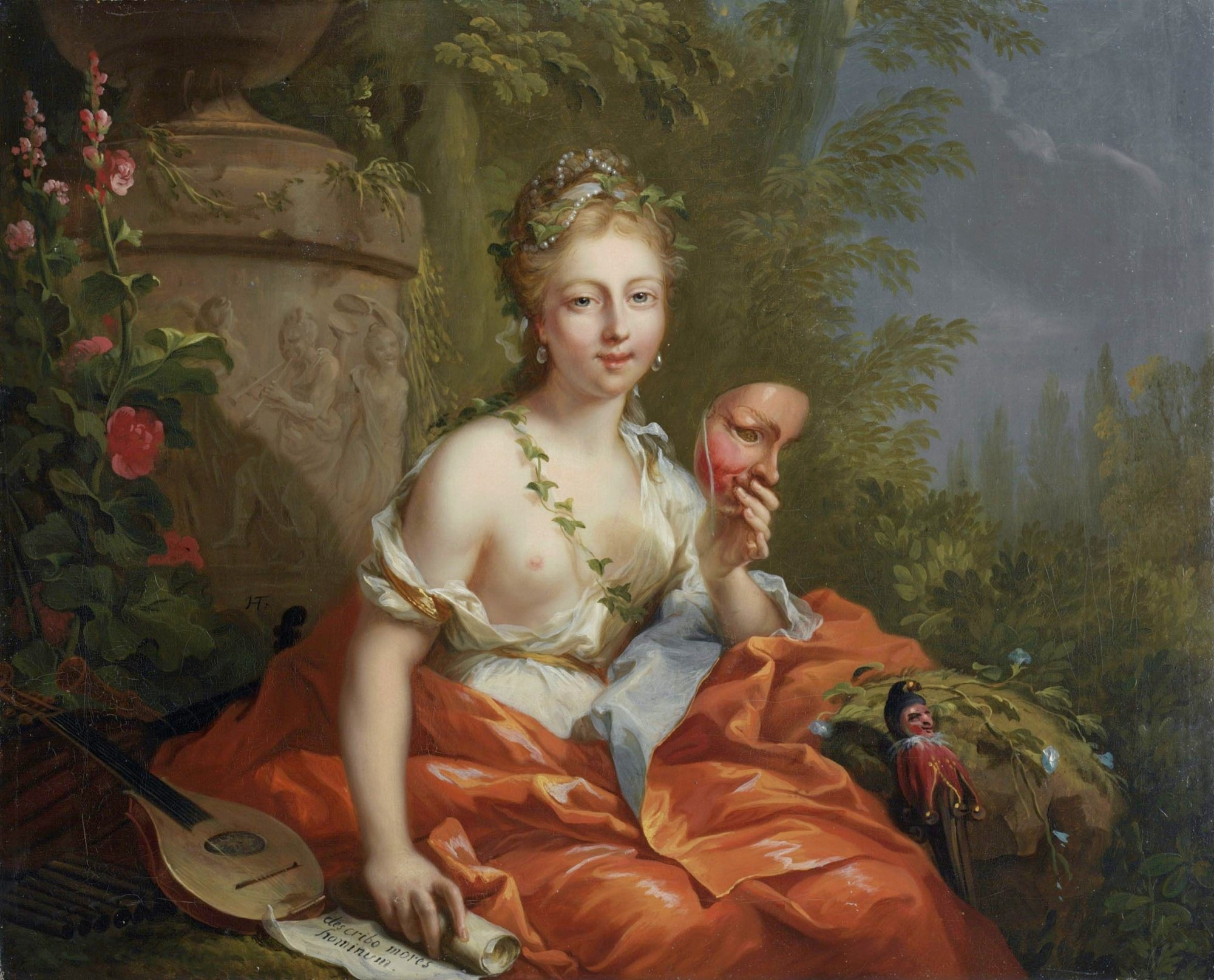
La musa Talia in un dipinto di Johann Heinrich Tischbein il Vecchio

Deriva dall'antico nome greco Θάλεια (Thaleia), latinizzato in Thalia; etimologicamente, è tratto dal termine greco θᾰ́λειᾰ (thaleia), che significa "abbondanza", "prosperità" (e quindi "abbondante", "ottima"), in ultimo dal verbo θαλλώ (thallṓ, "sbocciare", "fiorire"). 
Si tratta di un nome di tradizione classica, portato, nella mitologia greca, sia da una delle Muse (Talia, che presiedeva la commedia e la poesia pastorale), sia da una delle Grazie (Talia). La diffusione in Italia è scarsissima, ed è attestato solo in alcune zone della Toscana e dell'Emilia-Romagna. Nei paesi anglofoni è in uso a partire dal XVII secolo.

## Onomastico
Il nome è adespota, ossia privo di santa patrona. L'onomastico può essere festeggiato il 1º novembre per la festa di Ognissanti.

## Persone
- Talia Balsam, attrice statunitense
- Talia Bennett, modella neozelandese
- Talia Ryder, attrice statunitense
- Talia Shire, attrice, sceneggiatrice e produttrice cinematografica statunitense

### Variante Thalia
- Thalia Munro, pallanuotista statunitense
- Thalia Zedek, cantante e chitarrista statunitense

### Altre varianti
- Thalía, cantante, compositrice e attrice messicana
- Thaleia Kasapoglou, cestista greca

## Il nome nelle arti
- Talia al Ghul è un personaggio dei fumetti DC Comics.
- Talia Grace è un personaggio della serie di Percy Jackson e gli dei dell'Olimpo.